# Kamhavet
Kamhavet är en sjö i Norbergs kommun i Västmanland som ingår i Norrströms huvudavrinningsområde via Svartån.